# Distrito Municipal de Namakwa
Namakwa es un distrito municipal de Sudáfrica en la provincia Septentrional del Cabo
Comprende una superficie de 126 747 km².
El centro administrativo es la ciudad de Springbok.

## Demografía
Según datos oficiales contaba con una población total de 126.494 habitantes.